# Démétrius II d'Alexandrie
Démétrius II d'Alexandrie (mort le 18 janvier 1870) est le 111e patriarche copte d'Alexandrie.

## Biographie
Démétrius ou Demitrios naît dans le village de Galda, situé dans le Gouvernorat de Minya. Il devient moine dans le Monastère Saint-Mercure. Lorsque l'abbé du monastère meurt, il est choisi par les moines pour le remplacer. Il dirige fort bien le monastère et du fait de ses vertus il est désigné pour succéder au Pape Cyrille IV d'Alexandrie, le 110e Patriarche. Il est donc consacré en l'année 1578 A.M. (15 juin 1862 A.D.), comme 111e Patriarche sous le nom de Démétrius II 
Il continue la construction de la Cathédrale Saint-Marc d'Alexandrie, édifit de nombreux bâtiments dans l'enceinte du patriarcat, et dans son monastère dans la région d'Atrees. En 1869 A.D., il participe à la cérémonie d'ouverture du Canal de Suez, et y rencontre de nombreux souverain. Il jouissait du respect du sultan Ottoman Abdülaziz. Lorsque le Pape vint vers lui pour le saluer il  embrasse le sultan sur sa poitrine. Le sultan est troublé et ses gardes demandent au Pape la signification de ce geste. Démétrius leur répond : « Le livre de Dieu dit : Le cœur du roi dans la main du Seigneur' (Proverbes 21:1), quand j'ai embrassé son cœur, j'ai embrassé la main de Dieu. » Le sultan fut satisfait de sa réponse et lui donna de nombreuses terres agricoles pour aider à l'entretien des pauvres et les écoles. Démétrius  voyage ensuite sur  un bateau gouvernemental pour visiter les églises de la Haute-Égypte ii y a retrouvé ceux qui avaient perdu la foi et fortifié les fidèles Il poursuit son pontificat de 7 ans, 7 mois, et 7 jours et meurt en paix à l'aube de l'Épiphanie, le 11e jour de Tubah, 1586 A.M. (18 janvier 1870 A.D.) 